# Рёмерсгоф
Рёмерсгоф (усадьба Скривери; нем. Römershof, латыш. Skrīveru muiža) — усадьба с замком, которая до Первой мировой войны находилась на правом берегу Даугавы вблизи одноименной железнодорожной станции Риго-Орловской железной дороги и в последние годы принадлежала роду Сиверсов. Усадьба была разрушена немецкой бомбардировкой в 1915 году и впоследствии не была восстановлена. Приусадебный парк сохранился как Дендрологический парк Скривери. 

## История поместья
Поместье было основано в приходе Ашераден после падения Ливонского ордена, в XVI веке его получил в подарок от курляндского герцога Готхарда Кетлера Стефан Рёмер, от имени которого и произошло название поместья. Во время господства шведов в 1634 году усадьба была приобретена писарем (скривером) Кокенсгузенсского поместья (нем. Landschreiber in Kokenhusen) Иоганном Нимейером, откуда происходит латышское название населённого пункта «Скривери». После смерти владельца в 1677 году поместье было приобретено генерал-лейтенантом шведской армии Мартином Шульцем фон Ашераденом. К его землям также были присоединены имения Винтерфельдт (Вейбе, Winterfeldt), Залюббен и Борисхоф (Salubben mit Borishof), а также земли Полмана с поместьем Шиллинсгоф (Pohlsmannland mit Schillingshof nebst Stilben).  
После Северной войны и эпидемии чумы в поместье оставалось всего два жилых хозяйства. 
В 1874 году Рёмерсгоф приобрёл ландрат лифляндского рыцарства Август фон Сиверс, а затем унаследовал его сын Макс фон Сиверс. 
Дворец Сиверсов был построен в неороманском стиле с 1881 по 1887 год. Во время революции 1905 года в нём находился штаб самообороны видземской знати (Selbstschutz), который был захвачен и сожжён взбунтовавшимися латышскими крестьянами.  
В январе 1906 года ландрат Лифляндского рыцарства Макс фон Сиверс вступил в переговоры со статс-секретарём МИД Германии фон Чиршки, обратившись к нему за помощью в выделении кредитов Дойче банка на восстановление имущества, уничтоженного во время революции. Это положило начало переориентации лояльности остзейского дворянства в сторону Германии, считает немецкий историк Герт фон Пистолькорс. Он усматривает в этом кредите шаг к отделению прибалтийских провинций от России.  
После этого дворец был восстановлен, но во время Первой мировой войны, когда поместье несколько лет находилось в прифронтовой зоне, он вновь был разрушен немецкой артиллерией с противоположного берега Даугавы, в том числе при бомбардировках железнодорожной станции на стратегически важной линии. 
После аграрной реформы 1920 года усадьба была разделена на крестьянские хозяйства. Дворец восстанавливать было некому, его развалины были снесены. Вдова Сиверса Маделяйн жила с сыном Гансом и дочерью в Скривери (название Рёмерсгоф исчезло), где и скончалась в 1932 году. Её дети и внуки репатриировались в Германию в 1939 году.

## Архитектура дворцового комплекса
«Дворец, построенный на древнем берегу Даугавы, с массивными квадратными башнями и тяжелыми устойчивыми корпусами, оставлял поистине грандиозное впечатление. Фасад здания покрывала подчеркнуто грубая, неровная, темная штукатурка, которой, очевидно, следовало еще больше усилить впечатление об   оригинальности архитектуры. Вид на дворец от главного входа мог показаться немного статичным и неинтересным, но архитектор, очевидно, обратил всё своё внимание на самый эффектный фасад, обращённый к Даугаве. Построенное на высоком утёсе, здание действительно выражало по-настоящему северную резкость и пышность».  
Возле дворца Макс фон Сиверс разбил дендрологический парк, для которого выращивал деревья из семян, которые собирал в местах естественного произрастания по всему миру. Это был первый эксперимент подобного масштаба в Прибалтике. В современном дендрарии сохранилось около 250 различных сортов деревьев и кустарников. В парке также сохранились ступени дворца, каменный карточный столик, чайная терраса и развалины дворца. 